# Ferdinand Hurter
Ferdinand Hurter (Schaffhausen, Suiza, 16 de marzo de 1844 - Widnes, Gran Bretaña, 5 de marzo de 1898) fue un químico y teórico de la fotografía suizo. Comercializó junto con el ingeniero Vero Charles Driffield el actinógrafo (regla de cálculo para el ajuste de la exposición de fotografías) que habían ideado.

## Biografía
Era hijo de Tobias Hurter, un encuadernador artístico, y de su esposa Johanna Öchslin. Se crio en Schaffhausen, donde acudió a la escuela primaria. A partir de 1860 comenzó a trabajar como aprendiz de tintorero en Winterthur y después en una fábrica de teñido de seda. Estudió química en la Escuela Politécnica de Zúrich, doctorándose en Heidelberg.
En 1867 se trasladó a Inglaterra, incorporándose a Gaskell Deacon & Company (posteriormente la Imperial Chemical Industries) en Widnes con el ingeniero Vero Charles Driffield (1848-1915). Era especialista en el procedimiento Leblanc para la fabricación de sosa, y desarrolló con Henry Deacon el procedimiento para la fabricación del gas cloro. En 1886 fue nombrado Director de la División Mundial de la Imperial Chemical Industries.
En 1871 se casó con la inglesa Hannah Garnett, originaria de Appleton.

## Trabajo
Hurter y Driffield desarrollaron dos técnicas de análisis de los materiales fotosensibles, la sensitometría y la densitometría. En 1890 publicó en la revista Journal of the Society of Chemical Industry su teoría sobre el proceso por el cual la capa fotosensible de una fotografía es más oscura cuanto más luz (función de su intensidad y del tiempo de exposición) incide sobre ella. Esta teoría y su representación gráfica mediante una curva característica (también denominada curva de densidad o curva de Hurter De Driffield) simplificaba el proceso de tomar fotografías de manera significativa. Una frase suya famosa dice que: "La creación de una imagen fotográfica es arte, la creación de un perfecto negativo es ciencia."